# L'Île au trésor (téléfilm, 2012)
Pour les articles homonymes, voir L'Île au trésor (homonymie).
L'Île au trésor (Treasure Island) est un téléfilm d'aventure irlando-britannique réalisé par Steve Barron, diffusé en 2012 sur Sky1, ainsi qu'aux États-Unis le 5 mai 2012 sur Syfy. Il s'agit d'une adaptation globalement fidèle du célèbre roman homonyme de Robert Louis Stevenson, mais avec d'importantes libertés concernant le caractère des personnages ou concernant la fin.

## Synopsis
En possession d'une carte menant à un fabuleux trésor, le jeune Jim Hawkins embarque comme matelot sur un galion. À bord, une mutinerie éclate, menée par Long John Silver, un cruel pirate entouré d'ignobles barbares. Désormais maîtres du navire, ils partent à la recherche du magot et Jim Hawkins se retrouve seul pour braver tous les dangers et trouver le fameux trésor convoité par tous.

## Fiche technique
- Titre original : Treasure Island
- Réalisation : Steve Barron
- Scénario : Stewart Harcourt
- Photographie : Ulf Brantas
- Musique : Martin Slattery et Antony Genn
- Montage : Alex Mackie
- Décors : Rob Harris
- Costumes : Lorna Marie Mugan

- Pays : Royaume-Uni et Irlande
- Durée : 180 minutes
- Date de diffusion :
  -  Irlande : 29 février 2012
  -  Royaume-Uni : 5 mai 2012
  -  France : 12 août 2012

## Distribution
- Eddie Izzard (VF : Thierry Wermuth) : « long » John Silver
- Elijah Wood (VF : Alexandre Gillet) : Ben Gunn
- Donald Sutherland (VF : Bernard Tiphaine) : Flint
- Toby Regbo (VF : Gabriel Bismuth-Bienaimé) : Jim Hawkins
- Rupert Penry-Jones : Squire Trelawney
- Daniel Mays (VF : Xavier Béja) : Dr Livesey
- Philip Glenister (VF : Gabriel Le Doze) : Capitaine Smollett
- Shirley Henderson (VF : Marie Giraudon) : Meg Hawkins
- Nina Sosanya : Alibe Silver
- Geoff Bell (VF : Emmanuel Karsen) : Israel Hands
- David Harewood : Billy Bones
- Keith Allen : Pew
- Shaun Parkes : George Merry
- Clinton Blake : Freddie Arrow
- Sean Gilder : Black Dog
- Reda Kateb : David Dujon
- David Wilmot (en) (VF : Laurent Larcher) : William O'Brien
- Julian Barratt (VF : Jérôme Keen) : Thomas Redruth
- Tom Fisher (en) (VF : Grégory Sengelin) : Abraham Gray